# 소니 비주얼 프로덕트
소니 비주얼 프로덕트 주식회사(영어: Sony Visual Products Inc), (일본어: ソニービジュアルプロダクツ株式会社)는 2014년 설립된 소니의 자회사로 TV 수상기의 개발과 제조를 담당하고 있다. 과거 소니의 TV 사업부를 모태로 하고 있으며 구조조정으로 소니에서 분사되었다.

## 배경

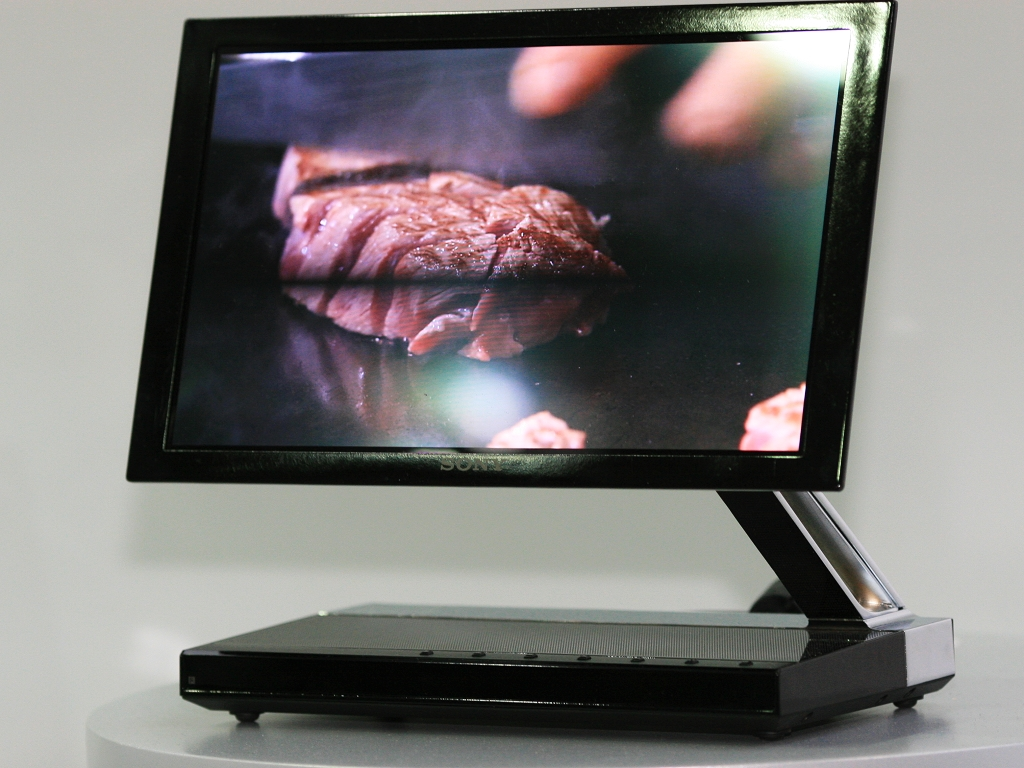
세계 최초 OLED TV인 소니 XEL-1

소니 TV 사업부는 1968년 독자적으로 트리니트론을 개발한다. 당시 주류였던 RCA의 그림자 마스크보다 고화질 영상 표현이 가능한 트리니트론으로 경쟁자들을 굴복시킨 소니는 1970년대부터 2000년대 초반까지 세계 TV 시장의 선두를 차지하고 있었다. 하지만 디지털 시대로 접어들면서 트리니트론과 같은 음극선관 방식의 텔레비전이 PDP나 LCD텔레비전에 점차 밀려나게 된다. 하지만 소니는 음극선관 TV를 한동한 집중하면서 FED디스플레이와 OLED같은 차세대 디스플레이로 전환하는 것을 목표로 세우고 투자를 진행하였다. 하지만 소니의 목표와는 다르게 FED와 OLED는 상용화에 성공하지 못했으며, 1994년 단행했던 음극선관 TV설비 대규모 투자로 인하여 LCD와 PDP의 개발에 투자할 여럭이 부족해지게 되었다. FED 디스플레이는 2006년 필드에미션테크놀러지(FET)를 설립하여 개발을 이어나갔으나 글로벌 금융위기 이후 개발이 완전히 중단되게 되며 2009년 FET도 해산되게 된다, OLED TV도 2007년 세계 최초 OLED TV인 11인치 'XEL-1'을 공개하였으나 여러 가지 문제점으로 인하여 이후 후속 OLED TV를 출시하지 않고 있다. 악화되는 상황속에서도 소니의 경영진은 비용절감을 위하여 A³ 기술연구소를 폐쇄하고 대대적으로 구조조정을 단행하였다. 2005년 새로운 액정 텔레비전 브랜드 브라비아의 출시에도 불구하고 소니의 TV점유율은 계속 하락하여 2005년 1분기 점유율 11.6%로 마지막으로 세계 TV시장 1위자리를 차지한 후 2006년부터 삼성전자에게 1위자리를 내주게 된다. 소니는 삼성과 합작회사인 S-LCD에서 TV패널을 공급받았으나 2011년 지분을 모두 삼성전자에게 매각하였다. 소니는 현재까지 자체적으로 패널을 생산하지 못하고 삼성전자와 샤프에서 LCD패널을 받아서 TV를 생산하고있다. 소니 TV사업부는 2003년 이후로 계속 적자를 내면서 2014년 소니에서 분사되어 소니 비주얼 프로덕트로 출범하는 것을 발표하였다. 분사 이후의 계속적인 구조조정과 비용절감, 그리고 UHD TV의 판매 호조 결과 11년만에 흑자에 돌아서게 되었다.